# Задача выполнимости булевых формул
Зада́ча выполни́мости бу́левых фо́рмул (SAT, ВЫП) — важная для теории вычислительной сложности алгоритмическая задача.
Экземпляром задачи является булева формула, состоящая только из имён переменных, скобок и операций {\displaystyle \wedge } (И), {\displaystyle \vee } (ИЛИ) и {\displaystyle \neg } (HE).
Задача заключается в следующем: можно ли назначить всем переменным, встречающимся в формуле, значения ложь и истина так, чтобы формула стала истинной.
Согласно теореме Кука, доказанной Стивеном Куком в 1971 году, задача SAT для булевых формул, записанных в конъюнктивной нормальной форме, является NP-полной. Требование о записи в конъюнктивной форме существенно, так как, например, задача SAT для формул, представленных в дизъюнктивной нормальной форме, тривиально решается за линейное время в зависимости от размера записи формулы (для выполнимости формулы требуется только наличие хотя бы одной конъюнкции, не содержащей одновременно {\displaystyle x} и отрицание {\displaystyle \neg x} для некоторой переменной {\displaystyle x}).

## Точная формулировка
Чтобы точно сформулировать задачу распознавания, фиксируется конечный алфавит, с помощью которого задаются экземпляры языка. Хопкрофт, Мотвани и Ульман в книге «Введение в теорию автоматов, языков и исчислений» (англ. Introduction to Automata Theory, Languages, and Computation) предлагают использовать следующий алфавит: {\displaystyle \{\wedge ,\vee ,\neg ,(,),x,0,1\}}.
При использовании такого алфавита скобки и операторы записываются естественным образом, а переменные получают следующие имена: {\displaystyle x1,x10,x11,x100,\dots }, согласно их номерам в двоичной записи.
Пусть некоторая булева формула, записанная в обычной математической нотации, имела длину {\displaystyle N} символов. В ней каждое вхождение каждой переменной было описано хотя бы одним символом, следовательно, всего в данной формуле не более {\displaystyle N} переменных. Значит, в предложенной выше нотации каждая переменная будет записана с помощью {\displaystyle O\left(\log {N}\right)} символов. В таком случае, вся формула в новой нотации будет иметь длину {\displaystyle O\left(N\log {N}\right)} символов, то есть длина строки возрастет в полиномиальное число раз.
Например, формула {\displaystyle a\wedge \neg (b\vee c)} примет вид {\displaystyle x1\wedge \neg (x10\vee x11)}.

## Вычислительная сложность
В 1970-м году в статье Стивена Кука был впервые введен термин «NP-полная задача», и задача SAT была первой задачей, для которой доказывалось это свойство.
В доказательстве теоремы Кука каждая задача из класса NP в явном виде сводится к SAT. После появления результатов Кука была доказана NP-полнота для множества других задач. При этом чаще всего для доказательства NP-полноты некоторой задачи приводится полиномиальная сводимость задачи SAT к данной задаче, возможно в несколько шагов, то есть с использованием нескольких промежуточных задач.

## Частные случаи задачи SAT
Интересными важными частными случаями задачи SAT являются:
- задача выполнимости булевых формул в конъюнктивной нормальной форме (SATCNF или ВКНФ) — аналогичная задача, с наложенным на формулу условием: она должна быть записана в конъюнктивной нормальной форме; также NP-полна;
- задача выполнимости булевых формул в k-конъюнктивной нормальной форме (k-SAT или k-ВЫП) — задача выполнимости при условии, что формула записана в k-конъюнктивной нормальной форме; эта задача является NP-полной при {\displaystyle k\geq 3}. Для решения задачи можно воспользоваться вероятностным алгоритмом Шёнинга;
- задача выполнимости булевых формул в 2-конъюнктивной нормальной форме имеет полиномиальное решение, то есть принадлежит классу P.

## CDCL-решатели
Одним из наиболее эффективных методов распараллеливания задач SAT являются CDCL-решатели (CDCL, англ. conflict-driven clause learning), основывающиеся на нехронологических вариантах алгоритма DPLL.